# 加藤浩次の本気対談!コージ魂!!
『加藤浩次の本気対談!コージ魂!!』（かとうこうじの ほんきたいだん こーじだましい）は、BS日テレで2012年10月4日から毎週木曜日に放送され、2013年10月6日から2015年3月22日まで毎週日曜日に放送されたトーク番組である。

## 出演者
- 加藤浩次（極楽とんぼ）

## 放送時間
- 木曜 22:00 - 22:54（JST）(2012.10.4 - 2013.9.26）
- 日曜 22:00 - 22:54 (2013.10.6 - 2015.3.22)